# Charlie Massó
Carlos Javier Rivera Massó, mais conhecido como Charlie Massó, (Santurce, San Juan, Porto Rico - 13 de junho de 1969) é um cantor, ator e diretor de televisão porto-riquenho que fez parte do grupo Menudo na década de 1980. Gravou 14 discos com o grupo Menudo e 4 discos em carreira solo, além de participação em outros discos. 

## Carreira
Começou sua carreira na boy band Menudo, tendo participado do filme Una aventura llamada menudo, alcançando fama e popularidade. Deixou o grupo no ano de 1987, sendo substituído por Ralphy Rodriguez. Deu início a carreira solo em meados da década de 1990 tendo feito sucesso com a música Te me vas em 1994. Interrompeu a carreira solo em 1998 quando do retorno do grupo dentro do projeto conhecido por El Reencuentro.
Participou da série musical de TV Disco de Oro, da TV Azteca, dirigida por José Luiz Rodrígues "El Puma" e María Inés Guerra. Participou de duas telenovelas: "Gata Selvagem" (2002, Venevisión, Venezuela, exibida no Brasil pela REDE TV!) e "Fanatikda" (TV Televisión, Equador).

## Vida pessoal
Foi casado com  Yanilet Aracena, com quem teve os filhos Carlos e Ángel. Há mais de dez anos mantém uma relação com a atriz Marisa Baigés, que é bastante especulada pela mídia latina. Apesar de diversas aparições juntos, o casal se nega a confirmar publicamente o romance.

## Discografia com o grupo Menudo
- 1982 - MENUDO - POR AMOR
- 1982 - MENUDO - UNA AVENTURA LLAMADA MENUDO
- 1982 - MENUDO - FELIZ NAVIDAD
- 1983 - MENUDO - A TODO ROCK
- 1984 - MENUDO - REACHING OUT
- 1984 - MENUDO - MANIA
- 1984 - MENUDO - EVOLUCIÓN
- 1985 - MENUDO - EXPLOSION
- 1985 - MENUDO - AYER Y HOY
- 1985 - MENUDO - A FESTA VAI COMEÇAR
- 1986 - MENUDO - VIVA! BRAVO! (ITALIAN VERSION)
- 1986 - MENUDO - REFRESCANTE... (SPANISH VERSION)
- 1986 - MENUDO - REFRESCANTE... (PORTUGUESES VERSION)
- 1986 - MENUDO - CAN'T GET ENOUGH